# Houssay (Loir-et-Cher)
Houssay település Franciaországban, Loir-et-Cher megyében. Lakosainak száma 371 fő (2022. január 1.). Houssay Ambloy, Saint-Rimay, Sasnières, Thoré-la-Rochette, Villavard és Villiersfaux községekkel határos.

## Népesség
A település népességének változása:
| Lakosok száma | 384  | 358  | 346  | 368  | 381  | 390  | 387  | 383  | 384  | 371  |
|               | 1968 | 1982 | 1990 | 2006 | 2013 | 2015 | 2017 | 2019 | 2020 | 2022 |